# Faces in the Crowd
Faces in the Crowd (El rostro del asesino en España) es una película escrita, coproducida en Canadá, Estados Unidos y el Reino Unido y dirigida por Julien Magnat, protagonizada por Milla Jovovich, Julian McMahon, David Atrakchi, Michael Shanks, Sandrine Holt, y Sarah Wayne Callies.

## Sinopsis
Anna Marchant (Milla Jovovich), lleva una vida feliz con su pareja, Bryce, y trabajando como maestra en una escuela. En la ciudad, un asesino en serie llamado "Jack, el llorón" siembra el terror matando mujeres. Su último ataque es visto por Anna sin querer. Al darse cuenta de que Anna está viendo su ataque, la persigue por un puente. Anna cae al mar, salva su vida, pero se golpea la cabeza. Al despertar en el hospital no reconoce ni a su novio ni a sus amigas. En su desesperación le dicen que padece una enfermedad llamada prosopagnosia que no le permite diferenciar los rostros de las personas. Recurre a distintos médicos hasta que acude a la doctora Langenkamp (Marianne Faithfull), quien la ayuda a reconocer a las personas mediante sus gestos y movimientos. Esto la ayuda a seguir su vida. El detective Sam Kerrest (Julian McMahon), que está a cargo del caso, se enamora inesperadamente de Anna. Luego de unos días con miedo, Anna va a la comisaría de policía y se da cuenta de que al único que sigue reconociendo es al detective. 
Con la capacidad que adquiere de reconocer a las personas por los gestos y la ropa, le hace creer a su novio que se recuperó de su enfermedad y éste, al descubrir luego que no es así, se separa de ella. El asesino ataca otra vez durante el cumpleaños de Anna, matando a una de sus mejores amigas, por lo que Sam se lleva a Anna a una isla donde él creció. Allí, Anna se da cuenta de que por algo lo reconoce sólo a él y duermen juntos. 
Al otro día, Sam se afeita la barba y Anna se da cuenta de que solo lo reconocía por eso. Vuelven a la ciudad y Anna se queda en el departamento de él. Le llega un mensaje de texto de Bryce, diciendo que quiere verla al menos para hablar. Ella decide ir y le deja un mensaje de voz en el celular a Sam, diciendo la dirección del lugar. Allí se encuentra con Bryce, quien le propone matrimonio, el cual Anna rechaza. Bryce se queda sorprendido ya que ella "le mandó un mensaje diciendo que lo amaba". Bryce se va al baño y Anna lee el mensaje del móvil de Bryce, y se da cuenta de que en realidad el mensaje había sido enviado por el asesino. En el baño, el asesino mata a Bryce y le saca su ropa, y vuelve a la mesa con Anna. Ella, creyendo que se trata de Bryce, le dice que el asesino está en el lugar y que deben irse. Salen del restaurante y Sam atando cabos se da cuenta de que el asesino es su compañero, Lanyon y va en busca de Anna. Cuando los encuentra, Lanyon se saca la ropa de Bryce y tiene la misma ropa que Sam. Anna no los puede reconocer por lo que huye de ambos. Sam, con la cara ensangrentada se marca una barba en la cara y así Anna lo reconoce. Le dispara a Lanyon y durante un forcejeo ambos se disparan. Anna llora sobre Sam, diciéndole que no la puede abandonar. La lluvia cae sobre la sangre de Sam, borrando todo signo de barba, haciendo que su rostro sea uno más del resto. Anna se muda a la isla donde estuvo con Sam, trabaja en la escuela, y tiene una hermosa niña fruto de su amor con Sam.

## Elenco
- Milla Jovovich como Anna Marchant.
- Julian McMahon como Detective Kerrest.
- David Atrakchi como Lanyon.
- Michael Shanks como Bryce.
- Sarah Wayne Callies como Francine.
- Sandrine Holt como Nina #6.
- Marianne Faithfull como Dra. Langenkamp
- Valentina Vargas como Nina.
- Anthony Lemke como Bryce #3.
- Nels Lennarson como Detective Kerrest #1.
- Chris Kalhoon como Kerrest #2.
- David Ingram como Bryce #2.
- Medina Hahn como Nina #4.

## Producción
Esta película es el segundo largometraje del escritor y director Julien Magnat. La producción comenzó el 8 de mayo de 2010 en los alrededores de Chicago Illinois, Winnipeg, Manitoba, Canadá, y la fotografía principal quedó finalizada el 13 de junio del mismo año.